# ولسوالی دهدادی
دهدادی، یکی از ولسوالی‌های ولایت بلخ در شمال افغانستان است با جمعیت نزدیک به ۶۵٬۶۰۰ نفر. این ولسوالی بخاطر سرسبزی و تولیدات زراعتی اهمیت خاصی دارد. (شهرک صنعتی و فابریکه کود و برق) و (قلعه جنگی) مناطق مشهور و دیدنی این ولسوالی می‌باشند.
کود و برق یکی از بزرگترین فابریکات صنعتی افغانستان است که توسط روس‌ها به ارزش ملیاردها دالر ساخته شده و دارای شهرک زیبای  بنام شهرک رهایشی فابریکات کود و برق مشهور به (مسکو کوچک) که در سطح افغانستان شهرکی بی‌نظیر می‌باشد اهالی این شهرک مردم تحصیل کرده و کارمند فابریکه کود و برق می‌باشد و به دور از مسایل سیاسی، نظامی کشور بوده مصروف کار و زندگی خود می‌باشند. 
- جمعیت شهرک کود وبرق: حدود ۸۰۰۰ نفر می‌باشد که شامل اقوام پشتون، تاجک، ازبک و هزاره و سایر مردم می‌باشد.

- مساجد شهرک کود و برق: دارای دو مسجد می‌باشد که مسجد جامع نمبر اول که در زمان ظاهر شاه ساخته شده و در حکومت ملا محمد عمر بخاطر گنجایش کم نماز گذازان این مسج توسعه داده شده و بعد یک مسجد جامعه بزرگ بنام مسجد جامع نمبر دوم در حکومت ملا  محمد عمر اعمار گردیده.
- مکاتب شهرک کود وبرق: در شهرک فابریکات کود و برق لیسه اناث و ذکور در تاریخ ۱۳۶۱ شروع به فعالیت نمود و بعدا لیسه عالی بی بی زینب برای طبقه اناث اعمار گردید.
- میادین ورزشی شهرک کود و برق: کود و برق دارای دو میدان ورزشی بزرگ می‌باشد که در این میادین ورزشی فوتبال، بسکتبال، پنگ پانگ، والیبال، رنگ بوکسنگ، نت بال و سایر ورزش‌ها بوکسنگ، کانفو، تکواندو، زیبایی اندام، بال فکس، کرکت در نیز در این اواخر رشد چشم‌گیری نموده‌ است.
- سینماهای شهرک کود وبرق: کود و برق دارای دو سینمایی بهاری و زمستانی می‌باشد که فعلاً استفاده نمیشود.
- بلاک‌های شهرک کود و برق عبارتند از (دو فامیله‌ها، چهار فامیله‌ها، شش فامیله‌ها، دوازده فامیله‌ها، سی و شش فامیله‌ها، چهل و هشت فامیله‌ها می‌باشد و حویلی‌ها مجهز نیز ایجاد گردیده.